# ピーター・グライムズ
『ピーター・グライムズ』 (Peter Grimes) 作品33は、ベンジャミン・ブリテン作曲のオペラ。台本はモンタギュー・スレイター (Montagu Slater) によるもので、ジョージ・クラッブの詩『町』 (The Borough) の一節である「ピーター・グライムズ」が原作である。ブリテンにとって最初の本格的オペラである。
1945年6月7日、ロンドンのサドラーズ・ウェルズ劇場において、レジナルド・グッドオールの指揮により初演された。第二次世界大戦が終了した直後で上演も大成功を収めたことから、戦後のオペラ界に大きな影響を及ぼすことになった。イギリス国内ではロイヤル・オペラ・ハウス、国外ではスカラ座やメトロポリタン歌劇場でも上演された。録音・映像は、ブリテン指揮・ピーター・ピアーズ主演のものをはじめとして複数残されている。
日本初演は1956年、東京産経ホールにて森正指揮・二期会メンバーによる。2012年10月には新国立劇場で上演されている。
作中の間奏曲6曲のうち5曲が独立した組曲『4つの海の間奏曲』作品33a、および『パッサカリア』作品33bに編曲された。
作曲者生誕100周年を記念した2013年開催のオールドバラ音楽祭では、オールドバラの海岸に野外セットを組んで上演が行われた。

## 登場人物
| 人物 ピーター・グライムズ：独身の漁師 エレン・オーフォード：村の女性教師、未亡人 おばさん(Auntie)：酒場「イノシシ亭」の女将 姪1：酒場の看板娘 姪2：同上 ボルストロード：引退した船長、村人から慕われている セドリー夫人：東インド会社代理人の未亡人 スウォロウ：法律家。村の裁判などを取り仕切る ネッド・キーン：薬屋、やぶ医者 ボブ・ボウルズ：漁師、メソジスト ホレス・アダムス司祭：教区司祭 ホブソン：運び屋 ジョン：孤児。グライムズの徒弟となる | 声域 テノール ソプラノ コントラルト ソプラノ バリトン メゾソプラノ バス バリトン テノール バス 無言 | 初演時の役者 ピーター・ピアーズ ジョーン・クロス エディス・コーツ ブランチ・ターナー ミニア・バウアー ロデリック・ジョーンズ ヴァレッタ・ヤコピ オーウェン・ブラニガン エドマンド・ドンリーヴァイ モーガン・ジョーンズ トム・カルバート フランク・ヴォーン レナード・トンプソン |

## 制作
ブリテンとその親友ピーター・ピアーズはクラッブの詩を読んで深い感銘を受け、1941年夏にこれをオペラ化しようと思い立つ。2人はみずから物語を構築し、その過程においてグライムズのキャラクターは複雑なものへと変わっていった。クラッブの原作においては明確な悪漢であったのが、無慈悲な運命や社会による犠牲者へと変化したのである。もっとも、どちらが実像であるかの判断は聴衆に委ねられるところも大きい。ピアーズが意図的にピーター・グライムズ役となり、ブリテンはジョーン・クロスに演じさせるためにエレン・オーフォードのキャラクターを作り上げたとも言われている。この作品は「同性愛の抑圧についての寓意物語」と呼ばれたが、ブリテン自身のこの作品の要約はより単純なもので、「社会がより残忍になれば、人もまたより残忍になる」というものであった。
当初の台本においては、グライムズと少年たちとの関係は明らかに少年愛的なものであったが、ピアーズがスレイターを説得して、台本から少年愛的な描写のほとんどをカットした。このオペラはクーセヴィツキー音楽財団（Koussevitzky Music Foundation）の委託で制作され、ロシア出身のアメリカの指揮者セルゲイ・クーセヴィツキーの妻ナターリヤの追悼のために献呈された。

## 舞台
「村」（Borough）：架空の漁村。クラッブの故郷であり、後にブリテンも住むことになったイングランド東海岸の町オールドバラ（Aldeburgh）と似たところがある。時代は1830年頃。

## 楽器編成
フルート（ピッコロ持替え）2、オーボエ（イングリッシュ・ホルン持替え）2、クラリネット（変ホ持替え）2、ファゴット2、コントラファゴット、ホルン4、トランペット3、トロンボーン3、チューバ、ティンパニ、打楽器（奏者2名）、チェレスタ、ハープ、弦五部。そのほか舞台裏にクラリネット2、打楽器、独奏ヴァイオリン、独奏コントラバス

## 演奏時間
約2時間30分（プロローグ15分、第1幕45分、第2幕50分、第3幕40分）

## あらすじ
プロローグ
漁師ピーター・グライムズは、漁の最中に徒弟が死んだことについて裁判を受けている。立ち会う村人たちは、有罪に違いないと冷ややかな視線を送る。しかし判事役のスウォロウ氏は、少年の死は事故であり無罪と裁定し、グライムズにはもう徒弟を雇わないよう勧告して裁判を切り上げる。村人たちもグライムズに名誉回復の機会を与えようとせず、憤慨する彼を女性教師の未亡人エレン・オーフォードと退役船長ボルストロードが慰める。エレンとグライムズの対話は美しい二重唱となる。
第1幕
漁村の何気ない一日。村人たちが仕事をしながら、退屈な日々と海や季節との関わりを歌っている。助手を失ったグライムズは一人きりで漁もままならず、友人の薬屋ネッド・キーンが見かねて新たな徒弟を孤児院から見つくろってやる。その少年を村に連れてくる必要があるが、村人たちはグライムズを悪人だと決めつけて協力しない。しかしエレンは「罪なき者は石もて打て（罪のない者などいない）」と庇い、手伝いを買って出る。
ボルストロードがやってきてグライムズに違う場所で働いてみるよう助言するが、グライムズは拒む。彼は人付き合いが苦手でぶっきらぼうだが、金を稼いでエレンと結婚したい、村人たちを見返してやりたいという素朴な夢を抱いていた。
その晩は嵐だった。グライムズは酒場にいるが皆から疎まれている。うわさ話好きのセドリー夫人や、グライムズを嫌っている漁師ボブ・ボウルズもいる。そこへエレンが新たな徒弟のジョンを連れてくるが、グライムズは周囲の険悪な視線も意に介さず、すぐに自分の丸太小屋へ連れ帰る。
第2幕
日曜日の朝。鐘が鳴り、村人たちは教会に集まっていく。エレンは徒弟のジョンの面倒を見ているが、彼の首に叩かれた傷があるのを見ておののく。彼女はグライムズを問いただすが、彼はただの事故だと不愛想に返す。そしてジョンを休ませず漁に出ようとするのをエレンは責めるが、グライムズはいら立ちのあまり彼女を殴ってしまい、ジョンを連れて逃げる。これを目撃した酒場の女将はキーンやボウルズに話し、騒ぎは村全体に広がり、村人たちは群衆化してグライムズを詰問しようと彼の丸太小屋に向かう。
丸太小屋ではグライムズが漁の準備をしているが、死んだかつての徒弟のことが頭をよぎり、彼がのどの渇きを訴えていた記憶にさいなまれる。群衆が近づいてくるのが聞こえて彼は驚き、慌ててジョンに対し、小屋の裏から崖づたいに船へ這い降りるよう言う。しかしジョンは足を踏み外して滑落死してしまった。
群衆は丸太小屋に入るがグライムズの姿はなく、特に異常なものは見つからなかったため解散する。
第3幕
数日後の夜、村人たちがダンスを楽しんでいる。グライムズは海に出たきり戻っていない。セドリー夫人は村の名士たちに、グライムズが人殺しだと吹き込んでいる。エレンはボルストロードと話しているが、彼は海岸に流れ着いた上着のことを話し、エレンはそれがジョンのために以前縫ってやったものだということに気づく。セドリー夫人はこの話を立ち聞きし、周囲を煽り立てる。村人たちはふたたび群衆化し、「ピーター・グライムズ！奴を許すな」と合唱しながら探しに出る。
海をさまよっていたグライムズがひそかに海岸に現れるが、彼は錯乱しており、狂おしく長いモノローグを歌う。エレンとボルストロードが彼を見つけるが彼は受け答えできない。ボルストロードはグライムズをつかみ、「けじめ」として船を自ら海に沈めるよう諭す（劇中で唯一音符を持たない「台詞」であるため、強い印象を与える）。もはやこれしか彼に助言できることはなかったのである。
エレンは止めるが、グライムズは全てを悟ったようによろよろと船のほうへ歩いていった。
翌朝、沿岸警備隊から、沖合に沈みかけている船が目撃されたと報告が上がる。しかし村人たちは気にも留めない。皆が何気ない一日の営みを歌い、その合唱にエレンやボルストロードさえも加わっていく中、幕が下りる。

## 『4つの海の間奏曲』と『パッサカリア』
オーケストラのみで演奏され、オペラでの声楽のパート（一部に含まれている）は省かれている。なお、以下の他に第3幕第2場への間奏曲もあるが、独立した作品にはなっていない。

### 4つの海の間奏曲 作品33a
楽曲の構成と内容について、ブリテンの師フランク・ブリッジの交響組曲『海』（1911年）との類似性が指摘されている。
- 第1曲「夜明け」（Dawn ）　第1幕第1場への間奏曲
- 第2曲「日曜の朝」（Sunday Morning ）　第2幕第1場への間奏曲
- 第3曲「月光」（Moonlight ）　第3幕第1場への間奏曲
- 第4曲「嵐」（Storm ）　第1幕第2場への間奏曲

レナード・バーンスタインが最後の演奏会で取り上げたなど、オーケストラの重要なレパートリーとなっている。

### パッサカリア 作品33b
オペラの第2幕第2場への間奏曲である。

## 関連作品

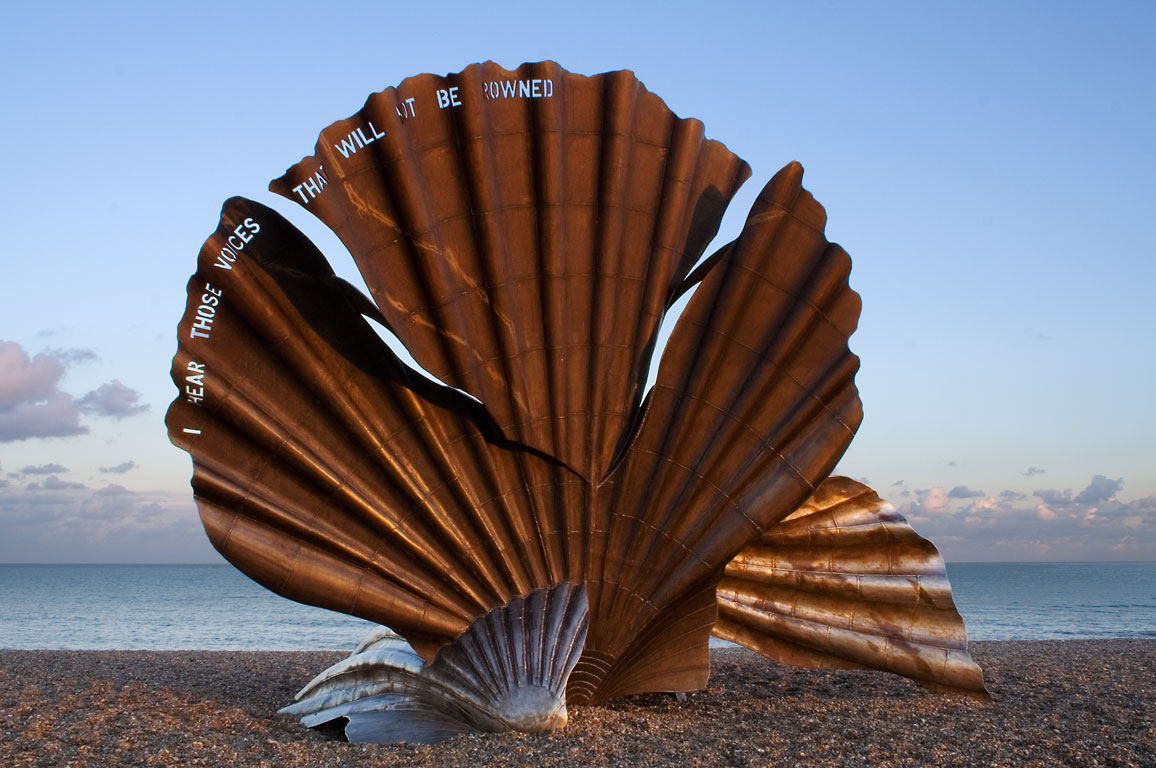
The Scallop

- 彫刻家マギ・ハンブリング（英語版）が2003年にブリテンを記念してオールドバラの海岸に制作した彫刻「帆立貝」（The Scallop）には、『ピーター・グライムズ』作中の台詞 "I hear those voices that will not be drowned"（「かき消されることのない声の数々が聞こえてくる」）が刻まれている。